# Il triangolo di Gliwice – Memoria di sette lager
Il triangolo di Gliwice – Memoria di sette lager  è la memoria e testimonianza storica di Pio Bigo pubblicata in Italia da Edizioni dell'Orso nel 1998.

## Contenuto dell'opera
Gliwice, gennaio 1945: evacuazione prigionieri da Birkenau e Monowitz. La marcia della morte verso Buchenwald. Le fucilazioni a Gleiwitz. 
Bigo riuscirà a salvarsi da una selezione di persone destinate alla fucilazione cucendosi sulla divisa da prigioniero un triangolo francese rosso. 
Un libro che è memoria e testimonianza umana di sette lager. 
Un racconto commosso che porta il lettore attraverso l'universo e la ferocia dei lager nazisti e che lascia una lezione di vita.